# Mordecai Roshwald
Mordecai Roshwald (Drohobics, 1921. május 26. – Silver Spring, 2015. március 19.) amerikai társadalomtudós, író.

## Élete
Apja Abraham Leib Roshwald kereskedő és köztisztviselő, anyja Sidonia Feuer volt. Zsidó magániskolába járt Lvivben. 1934-ben emigrált Palesztinába, ahol Tel-Avivban egy ortodox iskolában tanult tovább. Ezután a jeruzsálemi Héber Egyetem hallgatója lett, ahol 1942-ben baccalaureus, 1947-ben filozófia doktori címet szerzett.
1945-ben vette feleségül Miriam Wyszynskit, akitől egy fia született. Felesége társszerzője volt Moses: Leader, Prophet, Man (1969) című Mózes-életrajzának. 1951-től a Héber Egyetem politikaelméleti tanára volt.
1955-ben költözött Amerikába, ahol 1956 és 1957 közt politikaelméletet tanított a Brooklyn College-ben. 1957-től a Minnesotai Egyetem társadalom- és politikai filozófia professzora volt. Eközben vendégprofesszor volt Izraelben, Angliában és Kanadában is. 1962-ben és 1963-ban a Minnesotai Egyetem neki ítélte a McKnight Alapítvány díját. Fő műve a The transient and the absolute című monográfia.
Roshwald elsősorban Level 7 (1959) című regény, amelyben a világot egy globális atomháború teszi tönkre, amely ellen nincs védelem, csak a névadó hetedik szint, egy 1300 méter mélyen található bunker. Ebben kellene egy kis csoportnak 500 éven át túlélnie az emberiség kihalását és a földfelszín radioaktív szennyeződését.
A műnek 2004-ben megjelent egy bővített kiadása, amelyben a marslakók több ezer évvel később a bunker maradványai közt megtalálják a főhős kéziratát. A regényt tizennégy nyelvre fordították le, Bertrand Russell, John Boynton Priestley és Linus Pauling méltatták.
1962-ben megjelent második regénye, az A Small Armageddon szintén a hidegháborúval és annak lehetséges következményeivel foglalkozik, szatirikus formában. A cselekmény egy  atom-tengeralattjáró fedélzetén játszódik. 2008-ban Roshwald az atomháború témáját diskurzív szintre emelte Dreams and Nightmares: Science and Technology in Myth and Fiction című tanulmányában: Level 7 című regényét állította párhuzamba Walter M. Miller A Canticle for Leibowitz című alkotásával.

## Magyarul megjelent művei
- A hetedik szint (regény, Móra kiadó, 1988, ISBN 9631163059, fordító: Bars Sándor)
- A 7-es szint (szemelvények a regényből, Galaktika 37., 1979, fordító: Szentmihályi Szabó Péter)

## Fordítás
- Ez a szócikk részben vagy egészben  a   Mordecai Roshwald című német Wikipédia-szócikk ezen változatának fordításán alapul.  Az eredeti cikk szerkesztőit annak laptörténete sorolja fel. Ez a jelzés csupán a megfogalmazás eredetét és a szerzői jogokat jelzi, nem szolgál a cikkben szereplő információk forrásmegjelöléseként.